# Condado de Kirchberg

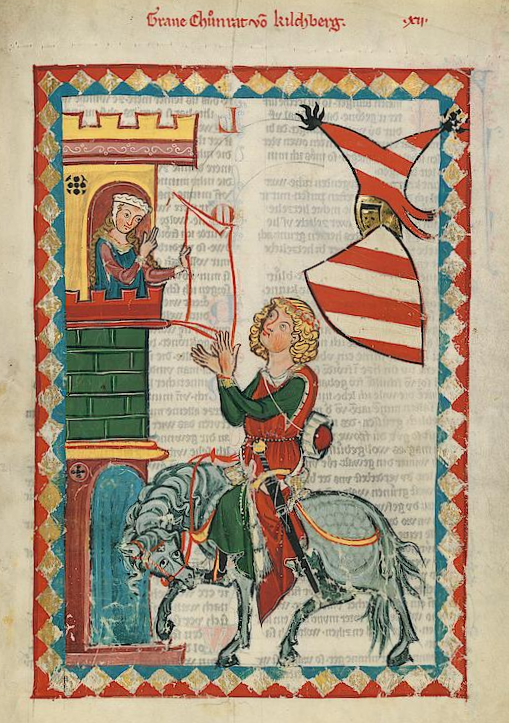
Konrad de Kirchberg como Minnesänger en el Codex Manesse

La Casa de Kirchberg fue una familia aristocrática y noble de Suabia que poseyó el condado de Kirchberg, este se ubicaba al sur de Ulm y a derecha e izquierda del río Iller. Son difíciles de documentar, pero a finales de la Alta Edad Media y principios de la Baja Edad Media pueden haber tenido una importancia que iba más allá del poder regional. A finales del siglo XII, la familia se dividió en dos líneas, luego en tres, esta familia se iría empobreciéndose a finales de la Edad Media y finalmente se terminó extinguiéndose en 1510 tras la venta de sus posesiones y derechos.
La sede ancestral de los Kirchberg probablemente estaba en el Bajo Kirchberg, en el actual municipio de Illerkirchberg . A finales del siglo XI se trasladó por el Iller hasta Oberkirchberg, donde se construyó un castillo en lo alto de una colina, donde ahora se encuentra el castillo Fugger. El escudo de armas de la Familia Kirchberg, que no ha sido interpretado satisfactoriamente, muestra a una mujer (más tarde a menudo Mohrin) sosteniendo en sus manos un casco o un lirio, más tarde una mitra.

## Historia

### Origen
El origen de la casa de Kirchberg y su genealogía no se puede tomar en serio históricamente. El uso frecuente de los nombres Otto y Hartmann podría indicar vínculos familiares con los condes de Buchhorn, una rama de la línea Udalrich que era rica en el lago de Constanza y se había extinguido en 1089, o con los Hupalding. Un señor de nombre Hartmann es mencionado en el 980 como Conde de Illergau. La primera mención documentada es en 1087, cuando un tal Otto de Chirchperg testifica sobre una donación al monasterio de Salvator en Schaffhausen. La fundación y financiación de la Abadía de Wiblingen en 1093 por los hermanos Otto de Kirchberg y Hartmann de Kirchberg muestra la cantidad de dinero que los Kirchberg tenían en ese momento. El monasterio de Wiblingen siguió siendo el lugar de enterramiento de esta noble familia hasta la extinción de los Kirchberg.

### Dominios Territoriales
El condado de Kirchberg fue un feudo imperial que surgió de las partes orientales del antiguo Rammachgau. La forma del territorio se puede describir como un cuadrado irregular, cuyo límite norte está formado por el río Danubio desde la confluencia del Roth, río arriba, hasta aproximadamente Obermarchtal, el límite oriental del Roth, más tarde por el Iller y el límite occidental por el Riss y los tramos superiores del Schussen. Las piedras angulares de la frontera meridional irregular son Boos en el sureste, los tramos inferiores del Aitrach en el sur y el área al sur de Schussenried en el suroeste. En esta área, la familia Kirchberg tenía los derechos de gobierno del condado, disfrutaba de los correspondientes derechos de uso y tenía el santuario de vida silvestre. Sus posesiones alodiales se concentraban entre Rot y Roth, pero también se encontraban en parte al norte del Danubio y al este del Roth. En la Alta y Baja Edad Media, partes de ella pasaron a ser subfeudos o feudos de la baja nobleza local y de los ciudadanos de Ulm.

### Divisiones
En la Alta Edad Media, probablemente en el siglo XII, los Kirchberg se dividieron en dos linajes y, en 1250, en tres. Los motivos de la primera división no están documentados.
- Kirchberg-Kirchberg: La línea principal conservó su sede en el Alto kirchberg y los derechos condales. El conde Guillermo I murió en 1366. Su hija Inés había estado casada con Ulrico IV, señor de Matsch desde 1346 y aportó su herencia a este matrimonio. Partes del patrimonio de la familia Kirchberg pasaron a manos de esta poderosa familia aristocrática, rica en Vinschgau, Engadin, Veltlin y Graubünden, que pronto compró la parte restante, la dote de la hermana de Guillermo I, Bertha. Como resultado, la Casa de Matsch también ostentó, por un tiempo, el título adicional de conde de Kirchberg.

- Kirchberg-Brandeburgo: Al suroeste de esta zona se encuentra el señorío de Kirchberg-Brandeburgo. Su centro de poder estaba en Dietenheim, que recibió los derechos de ciudad ya en 1280. Del castillo familiar (probablemente el castillo de Regglisweiler ) solo se conservan fosos sobreconstruidos. Esta rama parece haber sido la más activa políticamente; representantes de esta familia aparecen en las cartas reales varias veces. La primera evidencia documental de un Kirchberg-Brandenburg (conde Otto) data del 2 de febrero de 1239. Según la crónica de la Abadía Imperial de Rot (Roth) en Rot, la línea podría haberse dividido incluso antes. Después de la grave herida del conde Hartmann VI en la batalla de Oberndorf (17 de abril de 1298), las propiedades de Brandeburgo fueron confiscadas por Alberto I de Alemania y transmitidas sin tener en cuenta las reclamaciones de herencia de los Kirchberg supervivientes, primero a los caballeros de la familia Ellerbach . El último de esta rama fue el abad Conrado, del monasterio de Allerheiligen/Schaffhausen, que murió el 12 de marzo de 1322 (1323).

Kirchberg-Wullenstetten : Esta línea se originó en 1250 a partir de una división de herencia hecha por los hermanos Conrado II y Everardo III . Everardo fue el fundador de la línea Wullenstetten. Sus posesiones estaban principalmente a la derecha del Iller. El 25 de enero de 1322, el hijo de Everardo, el conde Conrado el Viejo , fue nombrado para tener su sede en Wullenstetten . Es posible que la línea Wullenstetten se convirtiera en los administradores de la parte de Kirchberg que había sido anexada por la familia Matsch y luego fue devuelta a la familia original. Residieron en el castillo familiar en Oberkirchberg. La línea Kirchberg-Wullenstetten pudo recuperar las antiguas posesiones de Kirchberg como prenda en 1390; Finalmente, en 1434, Eberhard von Kirchberg-Wullenstetten recibió de nuevo el feudo del emperador del Sacro Imperio Romano Germánico Segismundo con el condado, de modo que gran parte del patrimonio de la familia Kirchberg volvió a manos de la familia.
Extinción de la familia
editar
Los últimos representantes de la familia condal fueron los dos primos Guillermo (fallecido en torno a 1489) y Felipe, de la línea Wullenstetten, que compartían la herencia. Ambos estaban muy endeudados. Guillermo, que al parecer era desde 1473 sirviente personal de Everardo V, conde de Wurtemberg-Urach , [ 3 ] vendió su mitad en 1481 a Jorge, duque de Baviera-Landshut , y a Felipe en 1498. El duque Jorge ya estaba en posesión de los dominios de Weissenhorn y Pfaffenhofen, que limitaban al este. Tras la muerte de Jorge en 1503 y el comienzo de la Guerra de Sucesión de Landshut, el rey Maximiliano I cedió los señoríos y los cedió en 1507 por la gran suma de 50.000 florines a los Fugger, que se autodenominaron condes de Kirchberg y Weisenhorn tras ser elevados a condes imperiales hereditarios (1526). Felipe había conservado algunas de sus propiedades de Kirchberg hasta su muerte el 20 de agosto de 1510. En noviembre de 1510, su hija y heredera Apolonia y su marido, Juan, conde de Montfort-Tettnang , vendieron la propiedad de Wain que habían adquirido en 1499.
- Kirchberg-Wullenstetten: Esta línea se originó en 1250 a partir de una división de herencia hecha por los hermanos Conrado II y Everardo III. Everardo fue el fundador de la línea Wullenstetten. Sus posesiones estaban principalmente a la derecha del Río Iller. El 25 de enero de 1322, el hijo de Everardo, el conde Conrado el Viejo, fue nombrado para tener su sede en Wullenstetten. Es posible que la línea Wullenstetten se convirtiera en los administradores de la parte de Kirchberg que había sido anexada por la familia Matsch y luego fue devuelta a la familia original. Residieron en el castillo familiar en Oberkirchberg. La línea Kirchberg-Wullenstetten pudo recuperar las antiguas posesiones de Kirchberg como prenda en 1390; Finalmente, en 1434, Eberhard von Kirchberg-Wullenstetten recibió de nuevo el feudo del emperador Segismundo con el condado, de modo que gran parte del patrimonio de la familia Kirchberg volvió a manos de la familia.

### Fin de la familia
Los últimos representantes de la familia condal fueron los dos primos Guillermo (fallecido en torno a 1489) y Felipe, de la línea Wullenstetten, que compartían la herencia. Ambos estaban muy endeudados. Guillermo, que al parecer era desde 1473 sirviente personal de Everardo V, conde de Wurtemberg-Urach,  vendió la mitad del feudo en 1481 a Jorge, duque de Baviera-Landshut, y a Felipe en 1498. El duque Jorge ya estaba en posesión de los dominios de Weissenhorn y Pfaffenhofen, que limitaban al este. Tras la muerte de Jorge en 1503 y el comienzo de la Guerra de Sucesión de Landshut, el rey Maximiliano I cedió los señoríos y los cedió en 1507 por la gran suma de 50.000 florines a los Fugger, que se autodenominaron condes de Kirchberg y Weisenhorn tras ser elevados a condes imperiales hereditarios (1526). Felipe había conservado algunas de sus propiedades de Kirchberg hasta su muerte el 20 de agosto de 1510. En noviembre de 1510, su hija y heredera Apolonia y su marido, Juan, conde de Montfort-Tettnang , vendieron la propiedad de Wain que habían adquirido en 1499.

## Escudo de armas

Escudo de armas del Condado de Kirchberg durante la Baja Edad Media

El documento más antiguo que muestre a este símbolo de la familia Kirchberg es un sello de alrededor de 1200, el cual muestra tres torres cubiertas. Se conserva en forma reducida en el escudo de armas de la ciudad de Bruneck. A partir del siglo XIII empieza a aparecer en el escudo una figura femenina coronada que lleva un casco o un lirio en sus manos. Los datos del blasón de esta figura no están del todo claros. A partir de finales del siglo XIII el lirio, o casco, que sostenía la mujer fue reemplazado por una mitra, el cual probablemente es por el obispo de Brixen, Bruno de Kirchberg, miembro de la casa. Ya por la Baja Edad Media, la figura femenina se iría representando como un moro. En esta forma también se añadió al escudo de armas de los Fugger, los cuales compraron el condado en 1507. Los escudos de armas actuales de los distritos alemanes de Illerkirchberg y Oberkirchberg provienen de los blasones optados por los Kirchberg.